# Sherlock Holmes e la casa del terrore
Sherlock Holmes e la casa del terrore (Sherlock Holmes and the House of Fear), o semplicemente La casa del terrore, è un film del 1945 per la regia di Roy William Neill, decima pellicola gialla basata sul personaggio di Sherlock Holmes della serie interpretata dalla coppia Basil Rathbone-Nigel Bruce e prodotta da Universal Pictures.
Il film è liberamente ispirato al racconto I cinque semi d'arancio di Arthur Conan Doyle.

## Trama
Holmes riceve la visita di Mr. Chalmers, agente assicurativo, riguardo una vicenda che gli è capitata. Sette amici, che formano "Il club dei buoni camerati", erano a cena, ospiti di un membro del gruppo, nel remoto castello di Drearcliffe House, presso il villaggio scozzese di Inverneill, quando uno di loro ricevette uno strano messaggio, una busta contenente sette semi d'arancio. Quella stessa notte egli muore precipitando con l'auto dalla scogliera, e il suo corpo risulta orribilmente mutilato. Dopo alcuni giorni, una seconda busta contenente sei semi d'arancio viene consegnata ed ancora una volta il destinatario muore misteriosamente poco dopo presso gli scogli della baia. Chalmers aveva stipulato un'assicurazione di 100.000 sterline sui sette uomini e sospetta che uno di questi stia sistematicamente uccidendo gli altri per impossessarsi dell'ingente somma, chiedendo perciò a Holmes di occuparsi del caso.
Holmes e Watson si recano così in Scozia, e quando giungono sul posto scoprono un nuovo assassinio. L'uomo aveva ricevuto cinque semi d'arancio ed il suo corpo era stato trovato carbonizzato. Anche Lestrade è sul posto per investigare. Malgrado i migliori sforzi di Holmes, ci saranno altre tre vittime nel club, tutte con modalità che lasciano i corpi irriconoscibili.
Lestrade salta all'ovvia conclusione che l'ultimo membro rimasto, il padrone del castello Bruce Alistair, abbia ucciso gli altri. Invece, quando Watson scompare nel nulla dopo aver chiamato Holmes, quest'ultimo deduce che la verità sia un'altra: trovato un passaggio secreto nel grande camino, giunge nel vecchio rifugio dei contrabbandieri, dove tutti i sei "buoni camerati" scomparsi sono vivi e vegeti, pronti a scappare con un battello che li sta attendendo se fossero riusciti a far fuori davvero Alistair per incassare la polizza assicurativa.